# 25415 Jocelyn
25415 Jocelyn este un asteroid din centura principală de asteroizi.

## Descriere
25415 Jocelyn este un asteroid din centura principală de asteroizi. A fost descoperit pe 3 noiembrie 1999 la Socorro, New Mexico, în cadrul proiectului LINEAR. Asteroidul prezintă o orbită caracterizată de o semiaxă mare de 2,33 ua, o excentricitate de 0,05 și o înclinație de 3,0° în raport cu ecliptica.